# 스틸 사진
스틸(still)은 정지 사진(still photograph)의 약자. 움직이는 사진인 영화(movie)와 상대적인 개념이다. 일반적인 사진이라는 뜻이다.

## 개요
영화 홍보 및 광고에 이용할 목적으로 촬영하는 사진. 촬영이 이루어질 때 스틸 맨(still man)이 촬영해 영화 주인공의 이미지를 표현하는 것이 일반적이나 영화 분위기를 잘 반영하기 위해 연출 사진을 촬영하기도 한다. 때로는 NG 혹은 촬영장 주변 모습인 이른바 비하인드 신(behind scene)을 촬영하기도 한다. 홍보용으로 쓰기 위한 것이 주목적이나 출판, 논문 등을 위한 자료적 의미도 있다. 